# TI-83 Premium CE
La TI-83 Premium CE (communément écrit 83PCE ou 83CE) est une calculatrice graphique couleur, annoncée le 15 janvier 2015 par TI France, premier modèle de la gamme 83/84 proposant un moteur de calcul exact intégré. Il s'agit d'un modèle similaire à la TI-84 Plus CE, mais adapté spécifiquement au marché français : traduction des touches, mode examen, etc.

## Aspect Logiciel

### Généralités
En plus des fonctionnalités traditionnelles de la gamme 83/84 (dont MathPrint), TI annonce des fonctionnalités similaires à celles de la 84+CSE (et donc à la TI-84 Plus CE). Cependant, ce modèle ajoute en exclusivité un moteur de calcul exact et un nouvel outil de résolution d'équation.

### Programmation
Comme toutes les calculatrices de la même gamme, le langage de programmation officiel est le TI-Basic z80.
Cependant, à partir de début 2019, la programmation en langage Python sera également possible, par le biais d'un module externe (module TI-Python). À partir de fin juin 2019, TI a lancé le modèle "TI-83 Premium CE Edition Python" qui, en plus d'améliorer les performances via une mémoire flash plus rapide, intègre en même temps le microprocesseur du TI-Python directement à l'intérieur de la calculatrice.

## Aspect Matériel

### Composants
- Écran couleur haute résolution de 320×240 pixels, 140 DPI, rétro-éclairé.
- 3,0 Mo de Flash ROM utilisable (puce de 4,0 Mo, Winbond W29GL032CB7S ou W25Q32JVS1Q sur les Edition Python)
- (ASIC) 150 ko de RAM utilisable (puce de 256 ko)
- (ASIC) CPU Zilog eZ80 (évolution compatible du Zilog Z80 mais plus rapide et pouvant gérer une telle quantité de RAM)
- Batterie rechargeable USB par un connecteur Mini-USB

## Émulation
TI propose son émulateur TI-SmartView CE dédié à cette machine. On note un redesign total par rapport aux anciens logiciels SmartView.
Il existe également un émulateur communautaire, gratuit, open source, natif et portable de TI-84 Plus CE et TI-83 Premium CE, appelé CEmu.